# Такси 4
„Такси 4“ (на френски: Taxi 4) е френска екшън комедия от 2007 г., режисирана от Жерар Кравчик и четвъртата част от филмовата поредица Такси. Това е продължение на Taкси 3 и предшественик на Taкси 5. Както при всички останали филми от поредицата Gallic Taxi, Сами Насери играе таксиметровия шофьор Даниел Моралес, този път в Пежо 407, за разлика от Пежо 406 в предишните филми. Фредерик Дифентал е Емилиен Кутан-Кербалек, докато Жан-Кристоф Буве отново изпълнява ролята си на Генерал Бертино.
Във филма участва и френският футболист Джибрил Сисе.

## Сюжет
Белгийски престъпник, издирван в цяла Европа за престъпленията си, е в ареста на полицейското управление на Марсилия, за да бъде наблюдаван няколко часа преди да бъде преместен в затвор в Конго. Неговият съучастник се промъква в полицейския участък и променя образа на престъпника в базата данни с несъзнателната помощ на Даниел и синовете на Емилиен. Емилиен (Фредерик Дифентал) е измамен от злодея и убеден да пусне затворника, когато комисар Жибер се нокаутира със спяща стреличка, докато го разпитва.
След тези събития той е уволнен, но за негов късмет приятелят му Даниел (Сами Насери) му помага още веднъж, като му казва мястото, където се намира престъпникът, тъй като той е бил таксиметровият шофьор, който го е закарал, след като е напуснал полицейския участък, без да знае, че е престъпник. Петра е наета в тайна мисия, за да използва престъпника и да извади документи от банковите трезори, които той ограбва. С уменията на Даниел и новото му Пежо 407, Емилиен се опитва да залови престъпника, за да си върне работата обратно.

## Актьорски състав
- Сами Насери – Даниел Моралес
- Фредерик Дифентал – Емилиен Kутан-Кербалек
- Бернард Фарси – комисар Жибер
- Жан-Кристоф Буве – генерал Едмон Бертино
- Eдуар Moнтуте – Aлен
- Eма Сьоберг-Виклунд – Петра
- Джибрил Сисе – себе си
- Франсоа Дамиен – Серж
- Жан-Лук Кушар – белгиецът
- Хенри Коен – банкерът

## Бокс офис
В премиерния ден 450 000 души са гледали филма във Франция от които 43 000 само в Париж.
Премиерата на Такси 4 е на канадския филмов фестивал Джъст фор лафс, на 22 юли 2007, седмица преди официалното му пускане. 

## Телевизионен дублаж
| Озвучаващи артисти  | Даниела Йорданова Георги Георгиев-Гого Васил Бинев Светозар Кокаланов Симеон Владов |
| Преводач            | Даниела Донева                                                                      |
| Тонрежисьор         | Стефан Дучев                                                                        |
| Режисьор на дублажа | Димитър Кръстев                                                                     |

## Филми от поредицата за „Такси“
Поредицата „Такси“ включва 6 филма:
- Такси (1998)
- Такси 2 (2000)
- Такси 3 (2003)
- Такси в Ню Йорк (2004)
- Такси 4 (2007)
- Такси 5 (2018)